# Айрапетян, Гаяне Мкртичевна
Гаяне Мкртичевна Айрапетян (род. 1950) — армянская советская сборщица, депутат Верховного Совета СССР.

## Биография
Родилась в 1950 году. Армянка. По состоянию на 1974 год — член ВЛКСМ. Образование среднее.
С 1968 года сборщица электротехнического объединения г. Абовян Армянской ССР.
Депутат Совета Национальностей Верховного Совета СССР 9 созыва (1974—1989) от Абовянского избирательного округа № 396 Армянской ССР.